# 近藤秋男
近藤 秋男（こんどう あきお、1930年11月20日 - ）は、大分県出身の日本の実業家。元全日本空輸社長。

## 略歴
- 1954年（昭和29年）九州大学法学部政治学科卒業[2]
- 1954年（昭和29年）日本ヘリコプター輸送株式会社（現・全日空）に入社[2]
- 1967年（昭和42年）人事課長
- 1969年（昭和44年）航務本部管理室長
- 1971年（昭和46年）営業本部営業部長。地方の観光需要の喚起に尽力。また、ゴルフの国内男子ツアー「全日空札幌オープン」を企画した。[2]。
- 1975年（昭和50年）人事部長
- 1976年（昭和51年）取締役営業副本部長
- 1981年（昭和56年）6月30日 常務取締役人事調達施設広報担当
- 1981年（昭和56年）10月 沖縄全日空リゾート株式会社の代表取締役社長を兼務[2]。
- 1982年（昭和57年）6月29日 全日空専務取締役
- 1983年（昭和58年）全日空副社長
- 1987年（昭和62年）5月19日、中村前社長の急逝により全日空社長に就任[2]。
- 1987年（昭和62年）7月、航空審議会委員に就任（1993年6月まで）[2]
- 1990年（平成2年）3月、成田空港問題に関連して中核派による放火テロを受ける[3]。
- 1993年（平成5年） 全日空最高顧問
- 2001年（平成13年）4月、勲二等旭日重光章受章[2]
- 2004年（平成16年） 5月、九州大学東京同窓会会長[4]